# Euathlus vulpinus
Euathlus vulpinus is een spinnensoort in de taxonomische indeling van de vogelspinnen (Theraphosidae).
Het dier behoort tot het geslacht Euathlus. De wetenschappelijke naam van de soort werd voor het eerst geldig gepubliceerd in 1880 door Ferdinand Karsch.